# Supercopa Alemã de Voleibol Masculino de 2019
A Supercopa Alemã de Voleibol Masculino de 2019, oficialmente Comdirect Supercup de 2019 por questões de patrocínio, foi a 4.ª edição deste torneio organizado pela Volleyball Bundesliga. Participaram do torneio o campeão do Campeonato Alemão de 2018–19 e da Copa da Alemanha de 2018–19.
Após três vice-campeonatos consecutivos, o Berlin Recycling Volleys conquistou seu primeiro título ao vencer o tricampeão VfB Friedrichshafen. O ponteiro alemão Moritz Reichert foi eleito o melhor jogador da partida.

## Regulamento
O torneio foi disputado em partida única.

## Local da partida
| Hanôver, Alemanha  |
| ZAG-Arena          |
| ------------------ |
|                    |
| Capacidade: 10 767 |

## Equipes participantes
| Equipe                   | Cidade          | Qualificação                           | Última participação |
| ------------------------ | --------------- | -------------------------------------- | ------------------- |
| Berlin Recycling Volleys | Berlim          | Campeão da 1. Bundesliga de 2018–19    | 2018                |
| VfB Friedrichshafen      | Friedrichshafen | Campeão da Copa da Alemanha de 2018–19 | 2018                |

## Resultado
| Data   | Hora  |                          | Placar |                     | Set 1 | Set 2 | Set 3 | Set 4 | Set 5 | Total | Relatório |
| ------ | ----- | ------------------------ | ------ | ------------------- | ----- | ----- | ----- | ----- | ----- | ----- | --------- |
| 20 out | 13:45 | Berlin Recycling Volleys | 3–0    | VfB Friedrichshafen | 25–20 | 25–18 | 25–15 |       |       | 75–53 | Relatório |

## Premiação
| Supercopa Alemã de 2019                       |
| Berlim                                        |
| --------------------------------------------- |
| Berlin Recycling Volleys Campeão (1.º título) |